# مایولا کالیلی
مایولا کالیلی (به انگلیسی: Maiola Kalili) (زادهٔ ۳ نوامبر ۱۹۰۹) شناگر اهل ایالات متحده آمریکا است.